# Lake Vermilion (Illinois)
Lake Vermilion ist ein vier Quadratkilometer großes Wasserreservoir im Vermilion County im Osten des US-Bundesstaates Illinois. Es wurde geschaffen zu Zwecken der Trinkwasserversorgung, zum Angeln und zur Naherholung. Der See ist rund fünf Kilometer lang und knapp unter einem Kilometer breit. Die nächstgelegene City ist Danville – sie liegt am östlichen und südöstlichen Ufer des Sees, und die nächstgelegene Ausfahrt einer Fernstraße ist Exit 215 der Interstate 74 südlich von Danville. U.S. Highway 136 verläuft auf dem östlichen Ufer des Sees, weniger als einen Kilometer entfernt.
Gespeist wird der See vor allem durch den North Fork Vermilion River, der im Norden in den See einmündet und diesen im Südwesten wieder verlässt. Eine kommunale Straße, die Denmark Road, verläuft über einen Damm und eine kurze Brücke quer durch den See; dieser gehört Aqua Illinois, einem Tochterunternehmen von Aqua America. Auf dem See ist das Fahren mit Booten, Jetskis und Wasserski erlaubt, wobei die Stärke der Bootsmotoren nicht beschränkt ist.

## Fauna
Zu den Fischen im Lake Vermilion gehören die Arten Blauer Sonnenbarsch, Karpfen, Getüpfelter Gabelwels, Forellenbarsch, Muskellunge, Glasaugenbarsch, Pomoxis annularis, Morone chrysops, Morone mississippiensis und Gelber Katzenwels.

## Belege
1. ↑  Illinois Atlas and Gazetteer. DeLorme Mapping, Freeport, Maine 1991, ISBN 0-89933-213-7 (englisch).